# Вуори (тауншип, Миннесота)
Вуори (англ. Wuori) — тауншип в округе Сент-Луис, Миннесота, США. На 2000 год его население составило 563 человека.

## География
По данным Бюро переписи населения США площадь тауншипа составляет 90,4 км², из которых 90,1 км² занимает суша, а 0,4 км² — вода (0,43 %).

## Демография
По данным переписи населения 2000 года здесь находились 563 человека, 219 домохозяйств и 173 семьи.  Плотность населения —  6,3 чел./км².  На территории тауншипа расположена 231 постройкаек со средней плотностью 2,6 построек на один квадратный километр. Расовый состав населения: 98,22 % белых, 0,89 % коренных американцев, 0,36 % азиатов и 0,53 % приходится на две или более других рас. Испанцы или латиноамериканцы любой расы составляли 0,71 % от популяции тауншипа.
Из 219 домохозяйств в 33,3 % воспитывались дети до 18 лет, в 68,9 % проживали супружеские пары, в 7,8 % проживали незамужние женщины и в 21,0 % домохозяйств проживали несемейные люди. 16,0 % домохозяйств состояли из одного человека, при том 4,6 % из — одиноких пожилых людей старше 65 лет. Средний размер домохозяйства — 2,57, а семьи — 2,91 человека.
22,6 % населения — младше 18 лет, 9,1 % — в возрасте от 18 до 24 лет, 25,0 % — от 25 до 44, 34,3 % — от 45 до 64, и 9,1 % — старше 65 лет. Средний возраст — 42 года. На каждые 100 женщин приходилось 108,5 мужчин.  На каждые 100 женщин старше 18 приходилось 108,6 мужчин.
Средний годовой доход домохозяйства составлял 45 694 доллара, а средний годовой доход семьи —  50 469 долларов. Средний доход мужчин —  41 667  долларов, в то время как у женщин — 21 528. Доход на душу населения составил 19 070 долларов. За чертой бедности находились 3,1 % семей и 3,9 % всего населения тауншипа, из которых 6,7 % младше 18 и 5,7 % старше 65 лет.